# 明月千里 (马)
明月千里（英語：Werther），是一匹曾在澳洲、紐西蘭、香港和日本出賽的已退役賽駒，練馬師是約翰摩亞，為2015/2016馬季最受歡迎馬匹、最佳中距離馬和香港馬王，以及2016/2017馬季最佳長途馬。競賽生涯中三勝國際一級賽。

## 簡介
出生於紐西蘭的「明月千里」來港前已是南澳打吡和昆士蘭打吡雙料一級賽亞軍，也曾勝出過冠軍錦標 (紐西蘭)和鷹園盃兩項二級賽。「明月千里」被購入香港後便即展示出其超凡實力，於2015年12月13日在香港首次出賽便一出即勝，於沙田馬場的一場第二班賽事大勝而回，打開其在港的勝利之門，更取得了四歲馬系列的首關賽事香港經典一哩賽的參賽資格。「明月千里」於四歲馬系列的三關賽事皆從海外邀請到冠軍級騎師布文來訪策騎，惟牠於1月24日的首關賽事香港經典一哩賽敗給另一新星「首飾太陽」，其後於2月21日的次關賽事香港經典盃又敗於同一對手而再次屈居第二。最終，「明月千里」於3月20日的尾關香港打吡大賽中，終於得以揚威大賽，以頭位之先擊敗一眾對手，成為打吡盟主，風頭一時無兩。
2016年4月24日，「明月千里」成為打吡盟主後旋即進軍角逐國際一級賽愛彼女皇盃，再次邀請到布文來訪策騎，賽前賠率為5.5倍，並未能成為大熱門，但結果卻是以四個半馬位完勝。「明月千里」以驚艷表現再次震驚眾馬迷，因而成為香港馬王的呼聲高唱入雲。馬季完結後，「明月千里」眾望所歸地成為該馬季的香港馬王，而「明月千里」更是練馬師約翰摩亞（大摩）連續第四年出產的馬王。
2017年，「明月千里」在布文胯下逐創佳績，先於2月26日勝出國際一級賽香港金盃，繼而於5月28日勝出國際一級賽香港冠軍暨遮打盃。11月19日，「明月千里」在貝湯美胯下仍然寶刀未老，勝出國際二級賽馬會盃。
2018年6月24日，布文策騎「明月千里」遠征日本阪神競馬場，角逐國際一級賽寶塚紀念賽。「明月千里」由外檔出閘後移入內欄，並留守中後列，轉彎入直路後以勁勢上前，在外欄以強勁走勢衝刺，最終取得第二名，僅以頸位之差負於頭馬「覓奇火箭」。當「明月千里」在將近66,000名現場觀眾面前返回亞軍卸鞍處時，練馬師約翰摩亞激動地以顫抖的聲音說：「我們為牠深感驕傲。牠已拼盡全力。」他補充：「牠知道終點柱在哪裡，衝線時竭盡全力。我不喜歡獲得第二名，從不喜歡，但從香港的角度，我們剛剛展示了我們最出色的長途馬有多出色。面對日本的精英賽駒，牠以出色的表現告訴世人：切勿輕視香港賽駒！」
2018年12月5日，「明月千里」被獸醫發現右前腿懸韌帶內側分支受傷，宣布退出國際一級賽香港盃，其後於12月10日宣告退役，正式結束其競賽生涯。

## 在港勝出賽事全紀錄
| 比賽日期   | 賽事名稱             | 賽事班次 | 賽道 | 賽事路程 | 比賽馬場 | 名次 | 完成時間 | 騎師   |
| ---------- | -------------------- | -------- | ---- | -------- | -------- | ---- | -------- | ------ |
| 13/12/2015 | 榮進寶蹄讓賽         | 第二班   | 草地 | 1600米   | 沙田馬場 | 1    | 1:34.96  | 布文   |
| 20/03/2016 | 寶馬香港打吡大賽2016 | HKG1     | 草地 | 2000米   | 沙田馬場 | 1    | 2:01.76  | 布文   |
| 24/04/2016 | 愛彼女皇盃           | G1       | 草地 | 2000米   | 沙田馬場 | 1    | 2:01.32  | 布文   |
| 26/02/2017 | 花旗銀行香港金盃     | G1       | 草地 | 2000米   | 沙田馬場 | 1    | 2:03.78  | 布文   |
| 28/05/2017 | 渣打冠軍暨遮打盃     | G1       | 草地 | 2400米   | 沙田馬場 | 1    | 2:29.26  | 布文   |
| 19/11/2017 | 中銀香港馬會盃       | G2       | 草地 | 2000米   | 沙田馬場 | 1    | 2:01.52  | 貝湯美 |

## 在港一級賽出賽全紀錄
| 比賽日期   | 賽事名稱             | 賽事班次 | 賽道 | 賽事路程 | 比賽馬場 | 名次 | 完成時間 | 騎師   |
| ---------- | -------------------- | -------- | ---- | -------- | -------- | ---- | -------- | ------ |
| 24/01/2016 | 香港經典一哩賽       | HKG1     | 草地 | 1600米   | 沙田馬場 | 2    | 1:35.09  | 布文   |
| 21/02/2016 | 香港經典盃           | HKG1     | 草地 | 1800米   | 沙田馬場 | 2    | 1:48.03  | 布文   |
| 20/03/2016 | 寶馬香港打吡大賽2016 | HKG1     | 草地 | 2000米   | 沙田馬場 | 1    | 2:01.76  | 布文   |
| 24/04/2016 | 愛彼女皇盃           | G1       | 草地 | 2000米   | 沙田馬場 | 1    | 2:01.32  | 布文   |
| 22/05/2016 | 渣打冠軍暨遮打盃     | G1       | 草地 | 2400米   | 沙田馬場 | 3    | 2:26.20  | 布文   |
| 30/01/2017 | 董事盃               | G1       | 草地 | 1600米   | 沙田馬場 | 6    | 1:34.92  | 祈普敦 |
| 26/02/2017 | 花旗銀行香港金盃     | G1       | 草地 | 2000米   | 沙田馬場 | 1    | 2:03.78  | 布文   |
| 30/04/2017 | 愛彼女皇盃           | G1       | 草地 | 2000米   | 沙田馬場 | 3    | 2:04.67  | 布文   |
| 28/05/2017 | 渣打冠軍暨遮打盃     | G1       | 草地 | 2400米   | 沙田馬場 | 1    | 2:29.26  | 布文   |
| 10/12/2017 | 浪琴表香港盃         | G1       | 草地 | 2000米   | 沙田馬場 | 2    | 2:02.00  | 貝湯美 |
| 28/01/2018 | 董事盃               | G1       | 草地 | 1600米   | 沙田馬場 | 3    | 1:34.88  | 布文   |
| 25/02/2018 | 花旗銀行香港金盃     | G1       | 草地 | 2000米   | 沙田馬場 | 2    | 2:00.04  | 布文   |

## 在港以外大賽出賽全紀錄
| 比賽日期   | 賽事名稱          | 賽事班次 | 賽道 | 賽事路程 | 比賽馬場     | 名次 | 完成時間 | 騎師   |
| ---------- | ----------------- | -------- | ---- | -------- | ------------ | ---- | -------- | ------ |
| 04/10/2014 | 霍克灣堅尼        | G2       | 草地 | 1400米   | 希士廷馬場   | 8    | —        | 夏勵志 |
| 28/03/2015 | 馬拉華度經典賽    | G3       | 草地 | 2000米   | 雅華般尼馬場 | 2    | —        | 彭紀善 |
| 18/04/2015 | 冠軍錦標 (紐西蘭) | G2       | 草地 | 2100米   | 愛沙妮馬場   | 1    | 2:18.31  | 嚴禮善 |
| 09/05/2015 | 南澳打吡          | G1       | 草地 | 2500米   | 萬富圍馬場   | 2    | —        | 郭路   |
| 30/05/2015 | 鷹園盃            | G2       | 草地 | 2200米   | 東奔馬場     | 1    | 2:17.20  | 龐恩   |
| 06/06/2015 | 昆士蘭打吡        | G1       | 草地 | 2200米   | 東奔馬場     | 2    | —        | 龐恩   |
| 24/06/2018 | 寶塚紀念賽        | G1       | 草地 | 2200米   | 阪神競馬場   | 2    | 2:11.6   | 布文   |

## 外部連結
- . 2016-03-20  [2016-03-20]. （原始内容存档于2018-12-31）.
- . 2016-04-24  [2016-04-24]. （原始内容存档于2018-12-31）.
- . 2017-02-26  [2017-02-26]. （原始内容存档于2018-12-31）.
- . 2017-05-28  [2017-05-28]. （原始内容存档于2018-12-31）.
- . 2017-11-19  [2017-11-19]. （原始内容存档于2018-02-14）.
- . 2018-06-14  [2018-06-14]. （原始内容存档于2018-10-23）.
- . 2018-06-24  [2018-06-24]. （原始内容存档于2018-10-31）.